# Reaktivität (Chemie)
In der Chemie ist Reaktivität die Fähigkeit eines Stoffes, eine chemische Reaktion einzugehen. Sie ist weder eine thermodynamische noch eine kinetische Größe, sondern eine qualitative Bezeichnung für die Stabilität oder Reaktionsfreudigkeit einer Substanz. Stabile Substanzen werden auch als wenig reaktionsfreudig klassifiziert.
Beispiele:
1. Legt man elementares Kalium an normale Luft, reagiert es z. T. unter Entzündung mit der Luftfeuchtigkeit. Das Kalium hat eine hohe Reaktivität, ist reaktionsfreudig.
2. Legt man es unter Argon oder Petrolether, erfolgt keine merkliche Reaktion. Unter Argon hat Kalium eine geringe Reaktivität, ist also stabil.
3. Die Elemente der Edelgase sind besonders reaktionsträge. Da sie keine Verbindungen eingehen, liegen Edelgase immer einatomig vor.

Möchte man die Reaktivität über physikalische Größen beschreiben, so hängt sie thermodynamisch von der freien Enthalpie oder Gibbs-Energie ab. Diese gibt vereinfacht ausgedrückt an, wie viel Energie einem Stoff zur Freisetzung zur Verfügung steht, und ist eine Stoffeigenschaft.
Die der Reaktivität entsprechende kinetische Größe bei einer Reaktion heißt Aktivierungsenergie. Dies ist grob gesagt die Energie, die aufgebracht werden muss, um eine Reaktion „in Gang zu bringen“ und bestimmt damit die Reaktionsgeschwindigkeit. Also beantwortet sie die Frage: „In welcher Zeit wird die Energie bei dieser Reaktion abgegeben?“